# インサイド・マン
『インサイド・マン』（原題: Inside Man）は、2006年のアメリカ映画。スパイク・リー監督、デンゼル・ワシントン主演。
2019年には続編『インサイド・マン2』がM・J・バセット監督、アムル・アミーン主演でオリジナルビデオ作品として作られた。

## ストーリー
ダルトン・ラッセル率いる4人の銀行強盗グループが、白昼のマンハッタン信託銀行を急襲、従業員と客を人質に取り立てこもる。事件発生の連絡を受け、ニューヨーク市警のキース・フレイジャーとビル・ミッチェルが現場へ急行。しかし、周到な計画のもと俊敏に行動する犯人グループを前に、フレイジャーたちも容易には動きが取れず膠着した状態が続く。一方、事件の発生を知り激しく狼狽するマンハッタン信託銀行会長のアーサー・ケイスは、やり手の女性弁護士マデリーン・ホワイトを呼び出すと、ある密命を託し、現場へと送り出すのだった。

## キャスト
※括弧内は日本語吹き替え
- キース・フレイジャー - デンゼル・ワシントン（山路和弘）

ニューヨーク市警の刑事。人質強盗事件の担当となる。恋人がいる。陰謀に振り回されながらも真実の解明に尽力する。
- ダルトン・ラッセル - クライヴ・オーウェン（大塚明夫）

銀行強盗のリーダー。実は単なる金銭目的ではなく、違う目的でも動いている。
- マデリーン・ホワイト - ジョディ・フォスター（勝生真沙子）

弁護士。
- アーサー・ケイス - クリストファー・プラマー（阪脩）

銀行会長。銀行の創始者でもある。マデリーンに交渉の依頼をする。
- ジョン・ダリウス - ウィレム・デフォー（中村秀利）

警部。
- ビル・ミッチェル - キウェテル・イジョフォー（東地宏樹）

ニューヨーク市警の人間。キースとともに事件を任せられる。
- - キム・ディレクター
- - カルロス・アンドレス・ゴメス
- - ジェームズ・ランソン
- - ケン・レオン
- - アシュリー・アトキンソン
- - ピーター・ゲレッティ
- - ピーター・フレチェット
- - ジェイソン・マヌエル・オラザバル
- - ヴィクター・コリッキオ
- - カサンドラ・フリーマン
- - バーナード・ラシェル
- - ワリス・アルワリア

## 評価
レビュー・アグリゲーターのRotten Tomatoesでは210件のレビューで支持率は86%、平均点は7.30/10となった。Metacriticでは39件のレビューを基に加重平均値が76/100となった。